# Telamonia dimidiata
A Telamonia dimidiata a pókszabásúak (Arachnida) osztályának pókok (Araneae) rendjébe, ezen belül az ugrópókfélék (Salticidae) családjába tartozó faj.

## Előfordulása
A Telamonia dimidiata előfordulási területe Ázsia különböző esőerdeiben van, ahol a fák és bokrok lombozata közt aktívan vadászik. A következő országokban lelhető fel: Szingapúr, Indonézia, Pakisztán, Irán, India és Bhután.

## Megjelenése
A nőstény 9-11 milliméter hosszú, míg a hím csak 8-9 milliméteres. A nőstény világossárga színű, fehér fejjel és vörös gyűrűkkel a szemeket körülvevő fekete gyűrűk körül. A potrohán, vagy  utótestén két élénkvörös hosszanti csík látható. A hím nagyon sötét, fehér mintázattal és vörös szőrökkel a szemei körül.
Az emberre nézve nem veszélyes.

### Fordítás
- Ez a szócikk részben vagy egészben  a   Telamonia dimidiata című angol Wikipédia-szócikk ezen változatának fordításán alapul.  Az eredeti cikk szerkesztőit annak laptörténete sorolja fel. Ez a jelzés csupán a megfogalmazás eredetét és a szerzői jogokat jelzi, nem szolgál a cikkben szereplő információk forrásmegjelöléseként.